# Équipe de Russie espoirs de football
Maillots
Actualités
L'équipe de Russie espoirs de football est une sélection des meilleurs jeunes footballeurs russes, constituée sous l'égide de la Fédération de Russie de football. Elle prend part au championnat d'Europe espoirs, organisé tous les deux ans par l'UEFA.
L'âge limite pour participer au tournoi est de 21 ans au début de la phase de qualification.
Le surnom de l'équipe est Molodiojnaïa sbornaïa (en russe : Молодёжная сборная) que l'on traduit littéralement par « jeune équipe nationale ».

## Liste des sélectionneurs
- 1992-1993 : Boris Ignatyev
- 1994-1998 : Mikhail Gershkovich
- 1998-1999 : Leonid Pakhomov
- 2000-2001 : Valery Gladilin
- 2001-2002 : Valery Gazzaev
- 2002-2005 : Andrei Chernyshov
- 2006 : Aleksandr Borodyuk, Viktor Losev
- 2007-2008 : Boris Stoukalov
- 2008-2010 : Igor Kolyvanov
- 2010-2015 : Nikolai Pisarev
- 2015-2016 : Dmitri Khomukha
- 2016-2017 : Nikolai Pisarev
- 2017-2018 : Ievgueni Bushmanov
- 2018 : Mikhail Galaktionov

## Palmarès

### Compétitions annuelles

#### Tournoi de Toulon
- 1994 : troisième de son groupe
- 1996 : quatrième de son groupe
- 2010 : quatrième de son groupe

#### Coupe de la CEI
Avant 2012 la coupe opposait des clubs de la CEI plus l'équipe de Russie espoirs. Depuis 2012, le format a évolué pour ne faire évoluer que des sélections jeunes.
- 2012 : Champion
- 2013 : Champion
- 2014 : Finaliste
- 2015 : Quart-de-finaliste
- 2016 : Champion

### Compétitions périodiques

#### Championnat d'Europe espoirs
- 1994 : 1/4 de finale
- 1996 : 3e du groupe de qualification
- 1998 : 1/4 de finale
- 2000 : 2e du groupe de qualification, défaite en play-off
- 2002 : 2e du groupe de qualification
- 2004 : 2e du groupe de qualification
- 2006 : 2e du groupe de qualification, défaite en play-off
- 2007 : défaite en play-off
- 2009 : 2e du groupe de qualification
- 2011 : 2e du groupe de qualification
- 2013 : 4e du groupe durant le tour principal
- 2015 : 2e du groupe de qualification
- 2017 : 5e du groupe de qualification
- 2019 : 3e du groupe de qualification
- 2021 : qualifiée pour la phase de groupes

#### Jeux olympiques
- aucune qualification